# Monte Dickerson
Il Monte Dickerson è una vetta alta 4120 m, situata circa 6,7 km a est del Monte Kirkpatrick, e che fa parte della catena montuosa dei Monti della Regina Alessandra, nella Dipendenza di Ross, nell'Antartide Orientale. La zona è rivendicata dalla Nuova Zelanda. 

## Caratteristiche
La sommità si eleva di circa 103 m rispetto al terreno circostante, mentre la larghezza alla base del monte è di circa 5,6 km. Il terreno attorno al Monte Dickerson è montuoso verso sudovest, mentre è di tipo collinoso a nordest. Il Monte Kirkpatrick, che con i suoi 4528 m di altezza è la vetta più elevata non solo dei Monti della Regina Alessandra, ma anche dei Monti Transantartici, si trova a circa 6,7 km di distanza.
La zona intorno al Monte Dickerson non è popolata e non ci sono comunità nelle vicinanze, ma nell'area compresa entro un raggio di 20 km dal Monte Dickerson si trova un numero maggiore della media di cime che hanno ricevuto una denominazione ufficiale.

## Denominazione
La denominazione fu assegnata dall'Advisory Committee on Antarctic Names (US-ACAN) in onore del LDCR Richard G. Dickerson, della US Navy, comandante dell'Air Development Squadron Six (VX-6) (squadriglia aerea VX-6), durante l'Operazione Deep Freeze del 1964.